# Struve-Putsch
Heckerzug (13. bis 27. April 1848):
Scheideck – Günterstal – Freiburg – Dossenbach
Struve-Putsch (21. bis 25. September 1848):    
Staufen
Badischer Militäraufstand (9. Mai bis 23. Juli 1849):
Heppenheim – Weinheim – Wald-Michelbach – Ludwigshafen – Käfertal – Ladenburg I – Hirschhorn – Waghäusel – Ladenburg II – Sinsheim – Ubstadt – Durlach – Murglinie – Gernsbach – Rastatt

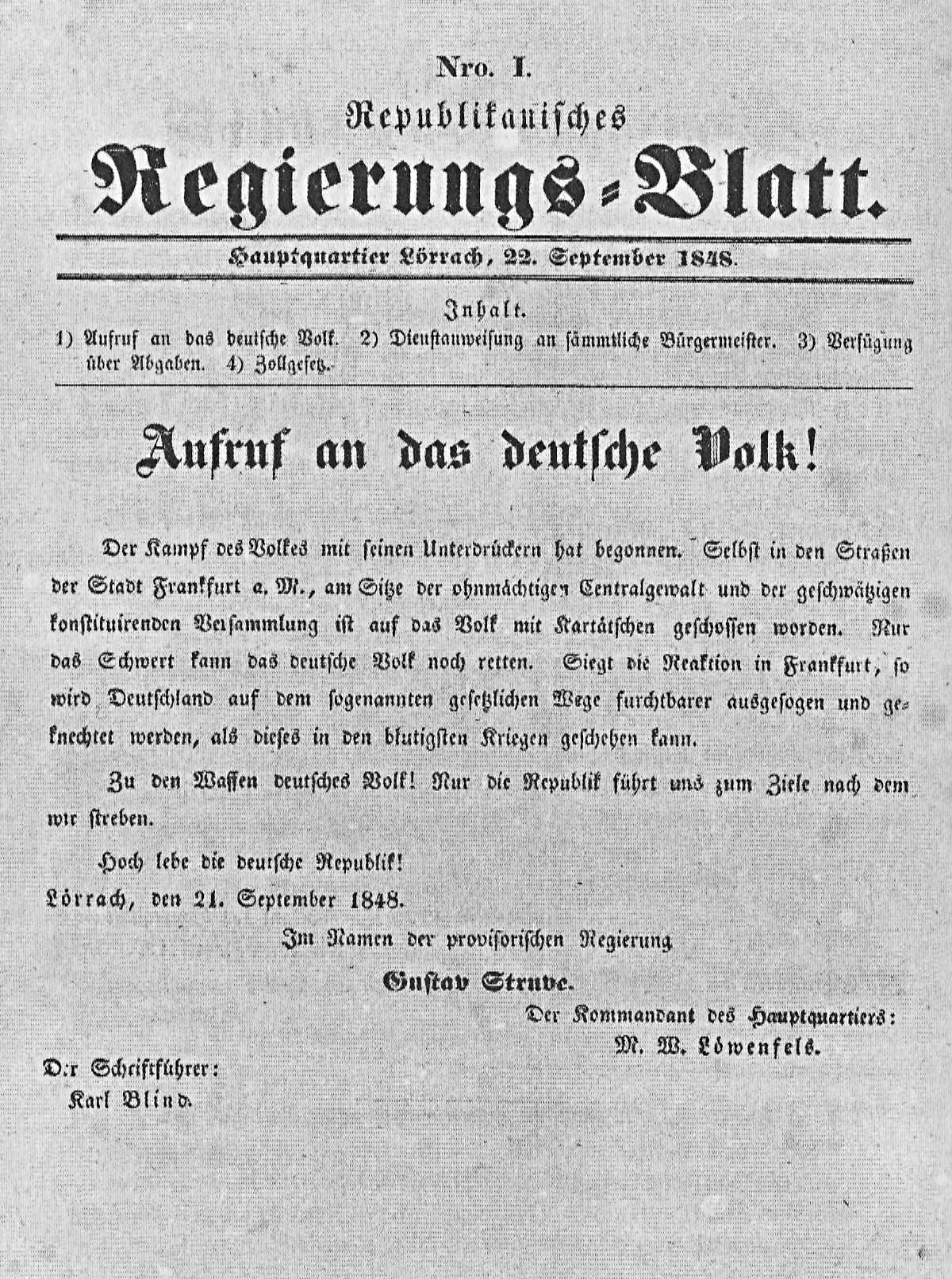
Republikanisches Regierungsblatt Nr. 1 im Namen der „provisorischen Regierung“ Gustav Struve

Der Struve-Putsch, auch zweiter badischer Aufstand oder zweite badische Schilderhebung genannt, ist ein regionales, südbadisches Element der Deutschen Revolution 1848/1849, im engeren Sinn der Revolution im Großherzogtum Baden. Er begann mit der Proklamation einer „Deutschen Republik“ am 21. September 1848 durch den Rechtsanwalt Gustav Struve in Lörrach bzw. am 23. September in Müllheim und endete mit seiner Verhaftung am 25. September 1848 in Wehr.

## Vorgeschichte

### Historischer Kontext
Nach dem missglückten Heckerzug vom Mai 1848 hatten sich sowohl Friedrich Hecker als auch Gustav Struve und viele andere Republikaner in die nahe Schweiz abgesetzt. Nach dem Sieg der liberalen schweizerischen Kantone gegen die im katholisch-konservativen Sonderbund zusammengeschlossenen Kantone (vgl. Sonderbundkrieg 1847) erwarteten die deutschen Republikaner in der Schweiz nicht nur einen Unterschlupf nahe der Grenze zu Deutschland, sondern auch politische Unterstützung. Die Schweiz wollte jedoch neutral bleiben und einen Konflikt mit der deutschen Vormacht Preußen vermeiden, zumal das Verhältnis durch die Ausrufung der Republik im damals preußischen Neuenburg bereits belastet war und man zeitweise einen Einmarsch preußischer Truppen befürchtete.
Andere Republikaner hatten in Frankreich Asyl gesucht und erlebten nun dort – nach der Niederschlagung des Pariser Juniaufstandes der Arbeiter – die Spaltung von Bürgertum und Arbeiterschaft, wodurch sich auch die Gräben zwischen den gemäßigten Liberalen und den Republikanern in Deutschland vertieften.
In der Schleswig-Holstein-Frage kam es zwischen Preußen und der Frankfurter Nationalversammlung zu einem Konflikt über den Vertrag von Malmö (1848). Am 5. September 1848 lehnte die Nationalversammlung mit 238 gegen 221 Stimmen den Waffenstillstand ab, ratifizierte ihn dann aber am 16. September. Am 18. September kam es deshalb in Frankfurt zu einem Aufstand (Septemberrevolution 1848) gegen die willfährige Nationalversammlung und die Dominanz Preußens, der von preußischen und österreichischen Truppen blutig niedergeschlagen wurde.

### Zwischen Heckerzug und Struve-Putsch
Struve hatte sich am 25. April 1848 zunächst nach Rheinfelden und von da über Basel und Hüningen nach Straßburg begeben. Die französische Regierung kam jedoch der Forderung des Deutschen Bundes nach und verwies die Flüchtlinge aus der Grenznähe. Über Châlons-en-Champagne zog er nach Paris, wo er miterlebte, wie sich der Juniaufstand anbahnte. Am 18. Juni war er jedoch schon wieder in Straßburg und zog von dort nach Birsfelden. Ab 21. Juli gab Struve die Wochenzeitung Deutscher Zuschauer in Basel heraus. Die Publikation eines Revolutionsplans führte alsbald zur Ausweisung aus dem Kanton Basel-Land. Anfang August zogen die Struves ins aargauische Rheinfelden. Während Hecker Anfang September die Schweiz verließ und über Straßburg nach Le Havre reiste – wo er ein Schiff in die Vereinigten Staaten bestieg –, führte Struve die Agitation für eine deutsche Republik weiter.

### Auslöser für den Putsch
Nach Struves eigener Bekundung waren die Nachrichten über den Straßenkampf vom 18. September in Frankfurt der entscheidende Auslöser für die zweite badische Revolution. „Für den Fall des Sieges wollte man an den Früchten desselben Theil nehmen, für den Fall einer Niederlage den Freunden in Frankfurt eine Diversion bereiten, und den Umständen nach einen Zufluchtsort in Deutschland eröffnen.“ Es gab nach Struve auch zahlreiche Aufforderungen aus Deutschland wieder loszuschlagen. Allerdings gab es unter den Flüchtlingen in der Schweiz auch Zweifel und Warnungen vor einer schlecht vorbereiteten und übereilten Aktion. Für diese Haltung steht z. B. Theodor Mögling, der eine neue Aktion zwei Tage nach der bereits erfolgten Niederschlagung des Aufstands in Frankfurt für unpassend hielt. Er erhob gegen Struve sogar den Vorwurf: „Wir hatten einen viel weiter greifenderen umfassenderen Plan, den uns Struve durch seinen übelberechneten Putsch vollständig verdarb.“ Gleichwohl beteiligten sich Mögling und seine Gefolgschaft an der Aktion, nachdem Struve diese am 21. September gestartet hatte. Von Gegnern der Republikaner wurde allerdings auch verbreitet, dass Struve schlicht aus wirtschaftlichen Gründen zu einer Aktion gezwungen war, da er in Basel kein Auskommen fand.

### Wohlstand, Bildung und Freiheit für Alle
„Wohlstand, Bildung und Freiheit für Alle“ war die Parole des Struve-Putsches. Der 1848 von Gustav Struve und Karl Heinzen publizierte „Plan zur Revolutionirung und Republikanisirung Deutschlands“ kann als das eigentliche Regierungsprogramm Struves angesehen werden. Die Ausarbeitung erfolgte im Rahmen des Zentralausschusses der republikanischen Flüchtlinge in Straßburg. Im Vordergrund stand die Abschaffung der Monarchien, die deutsche Einheit wurde nur im Rahmen einer Republik angestrebt. Neben den Forderungen nach bürgerlichen Rechten und Freiheiten (z. B. Pressefreiheit, Geschworenengerichte) wurden auch soziale Forderungen erhoben. So wurde in Artikel 7 gefordert: „Das Mißverhältnis zwischen Arbeit und Kapital soll ausgeglichen werden durch die Wirksamkeit eines besonderen Arbeitsministeriums, welches dem Wucher steuert, die Arbeit schützt und derselben namentlich einen angemessenen Antheil an dem Arbeitsgewinne sichert.“ In Teilen weist das Programm schon einen beachtlichen Detaillierungsgrad auf, so wird z. B. das System der geforderten progressiven Einkommensteuer schon ziemlich genau beschrieben. Aus heutiger Sicht wäre das Programm für weite Teile der Bevölkerung konsensfähig, in der damaligen Zeit bedeutete es nicht nur für Monarchisten Hochverrat, sondern war auch für weite Teile des Bürgertums, das sich eine gesamtdeutsche konstitutionelle Monarchie mit einigen bürgerlichen Freiheiten wünschte, inakzeptabel.

## Der Putsch

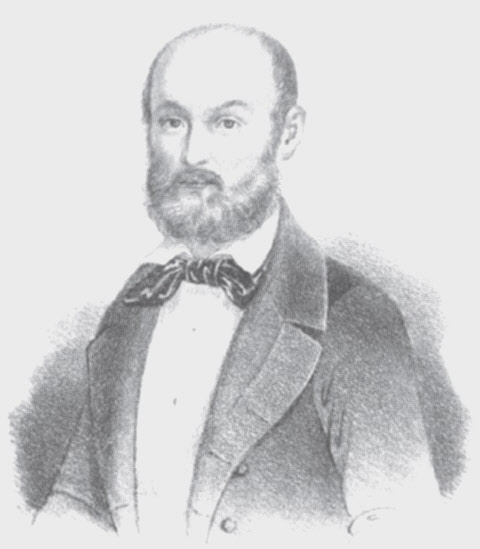
Gustav Struve

Nachdem Struve am Abend des 20. September 1848 die Gewissheit erlangt hatte, dass ihn die Bürgerwehr von Lörrach unterstützen würde, informierte er seine Gesinnungsgenossen in Lörrach von seiner Absicht, am folgenden Tag um 16 Uhr die Grenze von Riehen nach Stetten zu überschreiten. Unter seinen Begleitern waren u. a. Moritz Wilhelm von Löwenfels, Karl Blind, Friedrich Neff, Pedro Düsar, Max Fiala und Josef Spehn.
Die Gruppe war beim Grenzübertritt unbewaffnet und wurde auch von den badischen Zöllnern nicht behindert. In Stetten kam es zur Vereinigung mit der dortigen Bürgerwehr. Man zog weiter nach Lörrach, wo bereits nachmittags die bewaffnete Bürgerwehr die wichtigsten Punkte der Stadt besetzt und die großherzoglichen Beamten verhaftet hatte. Struve traf gegen 18 Uhr in Lörrach ein. Vom Balkon des Rathauses proklamierte er die deutsche Republik. Er rief das Kriegsrecht aus. Alle waffenfähigen Männer vom 18. bis 40. Lebensjahr wurden zu den Waffen gerufen. An Stelle des noch nicht eingetroffenen Johann Philipp Becker übernahm Moritz Wilhelm von Löwenfels die militärische Leitung. Wilhelm Liebknecht erhielt den Auftrag bei Säckingen weitere Republikaner zu sammeln und am Folgetag mit ihnen zu Struve zu stoßen. Allerdings wurde er schon bald bei Säckingen verhaftet und nach Freiburg gebracht. Karl Blind agierte als Schriftführer der provisorischen republikanischen Regierung und Friedrich Neff sollte durch Requirierung der öffentlichen Kassen für die nötigen Finanzmittel sorgen. Struve rechnete damit, dass sich alsbald prominente Mitglieder der Linken in der Frankfurter Nationalversammlung in seinem Hauptquartier einfinden würden und seine Regierung auf eine breitere personelle Basis gestellt werden könnte. Der Struve-Putsch war wohl bei den Republikanern eine umstrittene Aktion, allerdings handelte es sich keineswegs um eine rein lokale Angelegenheit und keine Aktion einiger weniger. Beleg hierfür sind auch die zahlreichen – und offenbar koordinierten – Sabotageaktionen an den Eisenbahnanlagen zwischen Heidelberg und Schliengen und bei Weinheim, die das Verlegen von Truppen behindern sollten.

Schriftzug am Balkon des Alten Rathauses in Lörrach

Karl Blind

Durch die zwangsweise Mobilisierung der militärischen Aufgebote der Gemeinden (beim Heckerzug hatte man nur auf Freiwillige gesetzt) erwartete Struve, eine Streitmacht von 10.000 Mann aufbieten zu können. Die Kolonne Struve rückte am 23. September aus Lörrach über Kandern und Schliengen nach Müllheim ab. Die beiden Kolonnen (Struve – Rheintal und Mögling – Wiesental) sollten sich bei Horben vor Freiburg treffen, um die Stadt dann einzunehmen. Am 24. September rückte die Kolonne auf Staufen vor, wo es gleichen Tages zum Gefecht um Staufen kam, das mit der Zerschlagung und Flucht der Freischaren endete.
Friedrich Neff war nicht mit der Hauptkolonne nach Staufen gezogen, sondern sammelte in Müllheim noch weitere Zuzüge zu den Freischaren; mit diesen etwa 2000 Mann zog er gegen 13 Uhr der Hauptkolonne über Hügelheim nach. Nachdem sie dort die Nachricht von der Niederlage in Staufen erreichte, zerstreute sich bereits ein Teil dieses Zuges. Neff wollte mit den verbliebenen 1.500 Mann über Sulzburg nach Todtnau, um sich dort mit der Wiesentäler Kolonne zu vereinigen. Am 25. September führte er seine Kolonne jedoch nach Müllheim zurück. Dort traf er auf August Willich, der aus seinem französischen Exil zu spät zu den Freischaren gestoßen war und auch keine nennenswerten Verbände mit sich führte. Willich versuchte nochmals, die undisziplinierten Reste nach Sulzburg zu führen, was aber nicht mehr möglich war, da die Freischaren angesichts badischer Truppen sogleich flohen. Da auch Müllheim inzwischen von Truppen bedroht wurde, zerstreuten sich die Freischaren nun endgültig, und ihre Führer flohen in die Schweiz. Am 26. September wurde Müllheim dann von Truppen besetzt. Überall waren die großherzoglichen Beamten wieder befreit und im Amt. In den Folgetagen wurde das gesamte Oberland von badischen und inzwischen ebenfalls eingetroffenen Reichstruppen besetzt. Struves Hoffnung auf eine Ausbreitung des Aufstands auf andere Gebiete erfüllte sich nicht. Lediglich im württembergischen Rottweil gab es am 24. September eine von Gottlieb Rau organisierte Volksversammlung, und am 25. September brach eine etwa 1.000 Mann starke Gruppe bewaffnet Richtung Stuttgart auf. Nach Bekanntwerden der Niederlage der Freischärler bei Staufen löste sich jedoch auch dieser Zug wieder auf.

### Der Marschweg der Hauptkolonne
Die folgende Skizze des Marschwegs basiert auf der von Struve selbst gegebenen Beschreibung bzgl. seines Hauptquartiers. Die Lörracher Bürgerwehr unter Markus Pflüger befand sich als Avantgarde jeweils früher an den angegebenen Orten. Die Bewegungen der Seitenkolonne unter Mögling und Doll im Wiesental sind hier nicht berücksichtigt:
- 21. September: Basel (16 Uhr) , Riehen , Stetten , Lörrach (18 Uhr)
- 22. September: Lörrach
- 23. September: Lörrach (ca. 6 Uhr), Kandern , Schliengen , Müllheim
- 24. September: Müllheim, Hügelheim , Buggingen , Seefelden , Heitersheim , Staufen (ca. 12 Uhr)  => Niederlage und Auflösung des Zuges

- Karte mit allen Koordinaten:
- OSM |
- WikiMap

### Die Wiesentäler Kolonne Mögling-Doll
Theodor Mögling und Friedrich Doll kamen am 22. September nach Lörrach und bildeten im Wiesental eine zweite Abteilung, die am 22. September abends Hauptquartier in Schopfheim nahm und über Zell im Wiesental (23. September) nach Todtnau (24. September) vorrückte, wo sie bereits etwa 1.500 Mann stark war. Die Kooperation zwischen beiden Gruppen war von Beginn an gestört, und Doll akzeptierte seine Absetzung durch Struve nicht. Am 24. September trafen bei Mögling zunächst Nachrichten ein, dass Struve ihn und Doll in Freiburg vor ein Kriegsgericht stellen wolle, was aber nur Heiterkeit auslöste. Noch am Abend traf Struve mit seiner Begleitung in Möglings Quartier in Todtnau ein. Während Mögling und seine Anhänger aufgrund des verlorenen Gefechts gleich zum Schluss kamen, dass das – ihrer Meinung nach – von Beginn an unüberlegte Unternehmen nun sofort abgebrochen werden müsste, wollte Struve nach Lörrach zurück, um die Freischaren neu zu sammeln.

## Verhaftung und Verurteilung von Struve
Gegen Ende des Gefechts um Staufen floh Struve mit seiner Frau Amalie, deren Bruder, Pedro Düsar, und Karl Blind über das Münstertal und Schönau nach Todtnau, wo sie noch am 24. September auf das Hauptquartier der Freischar Mögling-Doll stießen. Struve wollte zurück nach Lörrach um seine Freischar neu zu organisieren. Die ihm feindliche Schopfheimer Bürgerwehr versperrte ihm jedoch den Weg und nahm ihn schließlich am 25. September in Wehr gefangen um ihn dem Oberamtmann von Säckingen zu übergeben.
Die Gefangenen wurden am Folgetag nach Müllheim gebracht, wo sie vor das Standgericht kommen sollten. In Binzen wurden die Gefangenen von der Bevölkerung bedroht, da ihnen eine Mitschuld am Tod der Weiler Musikanten gegeben wurde.
Das Standgericht erklärte sich jedoch für nicht zuständig, da die Verhaftung (25. September 1848) bereits vor Bekanntmachung des Kriegszustandes (26. September 1848) erfolgte. Hierdurch wurde er vermutlich vor der Erschießung gerettet und wurde nun nach Freiburg verbracht.
Am 30. März 1849 verurteilte ein Schwurgericht im Basler Hof in Freiburg Gustav Struve und Karl Blind wegen versuchten Hochverrats zu einer Strafe von acht Jahren Zuchthaus, die in fünf Jahre und vier Monate Einzelhaft umgewandelt wurde. Das Urteil ließ keine Berufung, wohl aber eine Nichtigkeitsbeschwerde zu, die vom Anwalt der Verurteilten, Lorenz Brentano, auch eingereicht wurde. Am 2. April wurden die Gefangenen nach Rastatt überstellt. Erst als die Meuterei in der Festung Rastatt schon begonnen hatte, wurden Struve und Blind in der Nacht vom 11. auf den 12. Mai nach Bruchsal gebracht. Bei Beginn des dritten badischen Aufstandes wurde er in der Nacht vom 13. auf den 14. Mai aus dem Zuchthause von Bruchsal befreit.
Struve selbst beurteilte im Nachgang seinen Prozess in Freiburg als gute Agitationsplattform und war der Meinung, dass er und Blind mit den dort vorgebrachten Grundsätzen den dritten badischen Aufstand im Mai 1849 vorbereitet hätten. Unter den Republikanern gab es jedoch auch eine Anzahl, die Struves Wirken nicht förderlich für ihre Sache ansahen. Mögling formulierte diese Sicht in einem Brief an Emma Herwegh: „Ich bin nur froh, daß die badische Regierung den Struve gefangen hat, dies ist ein wahres Glück für uns, denn Struve hätte uns noch mehr Schaden angerichtet. Auf diese Art nützt er uns als Märtyrer, kann uns aber nichts schaden.“

## Wälzen möcht’ ich mich vor Trauer – der Struve-Putsch in der öffentlichen Wahrnehmung

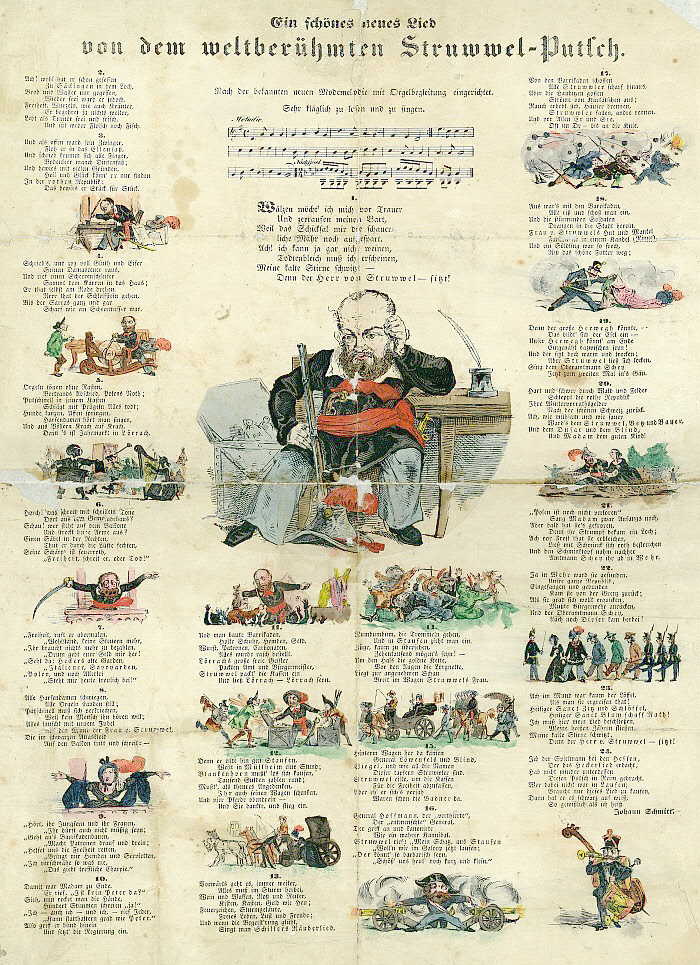
Lied vom Struwwel-Putsch

Der Pfälzer Mundartdichter Karl Gottfried Nadler veröffentlichte unter dem Pseudonym Johann Schmitt ein Spottgedicht unter dem Titel: Ein schönes neues Lied von dem weltberühmten Struwwel-Putsch. Nadler hatte bereits das Das Guckkasten-Lied vom großen Hecker veröffentlicht. Spott und Hohn war ein Mittel der herrschenden Kreise und ihrer Mitläufer, um den Republikaner Struve und seine Ideen zu brandmarken. Anders als der volkstümliche Hecker bot der Phrenologe und Vegetarier Struve viele Angriffsflächen, um ihn auszugrenzen. Ein weiterer Ansatz war, ihn als Sozialisten hinzustellen und damit als Schreckgespenst für die liberalen Bürger zu nutzen. Die Sozialisten ihrerseits überschütteten Struve ebenfalls mit Spott. Ein dritter Ansatz zum Rufmord war die Unterstellung, dass Struve und die Revolutionäre sich an dem Geld der requirierten öffentlichen Kassen bereichert hätten. Unstrittig ist, dass diese Kassen requiriert wurden und auch Gehälter und Sold an die Revolutionäre daraus bezahlt wurden. Eine persönliche Bereicherung einzelner Personen ist nicht belegt. Im Fall Struve, der, aus einer adeligen Familie stammend, die ihm offenen Karrieren als Diplomat und Richter fallen ließ, um nach seinen revolutionären Idealen zu streben, ergibt die Unterstellung einer Bereicherungsabsicht keinen Sinn.

## Die Haltung der Schweiz
Im September 1848 kam Franz Raveaux als Gesandter der provisorischen deutschen Zentralgewalt in die Schweiz. Am 4. Oktober 1848 überreichte er in Bern eine Protestnote, in der die auffallendste Verletzung der völkerrechtlichen Verpflichtungen durch die Schweiz moniert wurde, da diese die Vorbereitungen für den Struve-Putsch in der Schweiz nicht unterbunden habe. Es wurde die strengste Bestrafung der schuldigen Beamten und Behörden, die Entwaffnung der Flüchtlinge und ein Aufenthaltsverbot für diese in Grenznähe verlangt. Da zudem auch die Anwendung geeigneter Hilfsmittel angedroht wurde, löste diese Note in der ganzen Schweiz über alle Parteigrenzen hinweg große Empörung aus. Die Schweiz wies Form und Inhalt der Note scharf zurück und stellte fest, dass es keinen bewaffneten Einfall von der Schweiz nach Baden gegeben habe, sondern der Aufstand in Baden selbst ausgebrochen sei.
Im Juni 1849 gehörte Raveaux dann selbst zu denen, die in die Schweiz flüchteten.

### Kanton Basel-Stadt
Der Basler Bürgermeister Felix Sarasin ließ noch am Abend des 21. September die Grenze zum Großherzogtum Baden durch Basler Miliz- und Polizeieinheiten besetzen – insbesondere in den Landgemeinden Kleinhüningen, Riehen und Bettingen, da die dortige Bevölkerung stark mit den badischen Republikanern sympathisierte. Es wurden keine bewaffneten Personen oder Waffentransporte vom Kanton Basel-Stadt nach Baden gelassen. Personen wurden entwaffnet und Waffenlieferungen konfisziert. Es ist davon auszugehen, dass von Basel allenfalls kurz vor Beginn des Putsches einige Waffen nach Baden gelangten und danach nur eine Sendung mit wenigen Kisten über die Grenze ging. Zwischen März und September 1848 haben allerdings beträchtliche Waffenlieferungen von Basel nach Baden stattgefunden, wobei dies aus Basler Sicht völlig legal erfolgte und auch Lieferungen an badische Behörden einschloss.
Am 22. und 23. September kamen royalistische Flüchtlinge aus Baden nach Basel, wo sie aufgenommen und vor Nachstellungen durch die Revolutionäre geschützt wurden. Bereits kurz nach dem Gefecht um Staufen kamen Mitglieder der revolutionären Verwaltung nach Basel, das sie aber am Folgetag Richtung Liestal verließen. Am 25. September kamen dann flüchtige Freischärler in großer Zahl nach Basel, und zu deren Entwaffnung wurden die Grenzwachen durch zusätzlich einberufenes Militär verstärkt. Die Ansammlung von Freischärlern im französischen Hüningen wurde wachsam beobachtet, da man eine Grenzverletzung auf der teilweise schweizerischen Schusterinsel befürchtete. Aufgrund der Ansammlung bewaffneter deutscher Freischärler in Hüningen besetzte nun Basel auch seine Grenze zum Elsass.
Unter den in Basel wohnenden deutschen Fabrikarbeitern und Handwerksburschen herrschte vorwiegend eine revolutionäre Gesinnung. Deutsche, die sich nicht der revolutionären Bewegung anschlossen, wurden durch die revolutionären Elemente drangsaliert – es kam am 26. September zu sogenannten Schwabenjagden, die durch die Basler Polizei jedoch unterdrückt wurden. Am 26. September kam Löwenfels mit seiner restlichen Freischar nach Basel und wurde entwaffnet, dies geschah am 27. September auch mit einer Schar unter Thielmann.
Basel legte großen Wert auf die Einhaltung der Neutralität und verwies nach dem Struve-Putsch alle beteiligten deutschen Flüchtlinge aus dem Kanton, wobei es sich um etwa 200 Personen handelte. Andererseits leistete Basel den badischen Behörden auch keine Amtshilfe bei der Verfolgung der Aufständischen und lieferte auch keine Informationen über diese.

### Kanton Basel-Land
Im Kanton Basel-Land genossen die deutschen Republikaner in der Bevölkerung einen höheren Rückhalt als im Kanton Basel-Stadt, und die Regierung musste auch hierauf Rücksicht nehmen. Der Baselbieter Regierungsrat erbat sich von der Bundesregierung strenge Vorgaben, um sich gegenüber den von Emil Frey geführten Radikalen im Kantonsparlament hinter dem Bund verstecken zu können. Die Bundesregierung entsandte Jakob Robert Steiger, um sicherzustellen, dass die an Deutschland grenzenden Kantone die vom Bund festgelegten Maßnahmen bzgl. der Flüchtlingspolitik einhielten. „Das Bemühen des Kantons Basel-Landschaft um 1848 ging dahin, sie auf möglichst elegante Art wieder los zu werden.“ Die Regierung des Kantons Basel-Land beschloss dann am 26. September, alle Flüchtlinge ins Landesinnere oder nach Frankreich zu verweisen.

## Die Haltung Frankreichs
Die Februarrevolution des Jahres 1848 in Frankreich war auch von vielen Flüchtlingen aus Polen und Deutschland mitgetragen worden, und es herrschte bei diesen nun die Erwartung, dass die provisorische französische Regierung unter Alphonse de Lamartine die Revolution nun exportieren würde. Die Zweite Französische Republik wollte sich jedoch mit den Nachbarstaaten nicht anlegen und verhielt sich neutral. Lamartine wurde gar beschuldigt, dass er Informationen über die Absichten der deutschen Flüchtlinge an die deutschen Fürsten weiterleitete. Die Bewegungen der Deutschen Demokratischen Legion im Mai 1848 wollte er behindern. Nach dem gescheiterten Heckeraufstand begründeten Struve, Hecker und Heinzen noch im April 1848 in Straßburg einen Zentralausschuss der deutschen Flüchtlinge, der Hilfsgelder verteilte und Agitation in Deutschland betrieb.
Nach dem Juniaufstand 1848 wurde die Situation für die deutschen Flüchtlinge in Frankreich noch etwas schwieriger. Die Militärdiktatur von Louis-Eugène Cavaignac unterdrückte die Sozialisten. Anfang August 1848 wurde der Zentralausschuss beschuldigt, die Anwerbung von Freischaren zu betreiben, und seine Mitglieder wurden aus Straßburg ausgewiesen.
Frankreich leistete den badischen Revolutionären zwar keine Unterstützung, ließ sie jedoch im Grenzbereich um Hüningen frei gewähren. Es kam zur Ansammlung bewaffneter deutscher Revolutionäre unter Leitung von August Willich und Johann Philipp Becker, die am 25. September auch einen Vorstoß auf badisches Gebiet unternahmen, der jedoch durch Reichstruppen bei Auggen sogleich gestoppt wurde. Am 27. September stießen nochmals etwa 600 Freischärler über die Schusterinsel auf badisches Gebiet vor und erreichten Weil (Leopoldshöhe). Nachdem sie sich davon überzeugt hatten, dass der Aufstand keinen Rückhalt mehr hatte, zogen sie sich wieder nach Frankreich zurück. Erst am 29. September rückten 400 Mann französisches Militär in Hüningen ein und begannen mit dem Abtransport der Freischärler ins Landesinnere – am 2. Oktober war kein Freischärler mehr in Hüningen.